# Tarifa plana
Una tarifa plana es aquella en la cual una compañía que ofrece un servicio cobra una cantidad fija, independientemente de la cantidad de tiempo o flujo que se utilice. Generalmente se emplea en telecomunicaciones, pero también es usado en otros servicios.

## Aplicación por servicio

### Telefonía
Las empresas de telecomunicaciones suelen ofrecer planes de tarifa plana a sus clientes residenciales para llamadas telefónicas locales. Sin embargo, la tarifa regular puede ser más ventajosa para quienes realizan pocas llamadas por mes. Las tarifas planas no eran comunes fuera de los Estados Unidos y Canadá en 2005, pero desde entonces se han hecho populares en Europa y Latinoamérica, tanto para llamadas locales como de larga distancia, y también se utilizan en servicios de telefonía móvil, tanto para las tradicionales llamadas GSM/UMTS como para VoIP móvil.

### Televisión
La televisión por cable o satelital por lo general cobran una tarifa plana mensual para un paquete estándar de canales, mientras que otros canales son ofrecidos por tarifas adicionales o pay per view.

### Internet
Para los proveedores de servicios de Internet, la tarifa plana de acceso a Internet puede ser a toda hora y día del año (tarifa lineal) y para todos los clientes de la compañía (universal) a un precio barato y fijo.